# الطلاق في المغرب

احصائيات عن ارتفاع حالات التطليق بسبب الشقاق (من 2005 إلى 2017)

انتقلت حالات الطلاق في المغرب حسب الإحصائيات الصادرة عن وزارة العدل من 7213 حكما سنة 2004 إلى 40850 حكما خلال سنة 2013، وبلغت 46801 حكم إلى حدود سنة 2016.
في حين شهدت أحكام التطليق بسبب الشقاق ارتفاعا مستمرا بتوالي السنوات؛ فقد سجلت 48376 حالة في سنة 2012، و43438 حكم سنة 2014، و46377 سنة 2015. كشفت وزارة العدل عن تسجيلها سنة 2017 ل100247 حالة حكم بالتطليق و لم يكن عدد حالات التطليق يتجاوز سنة 2005، سقف العشرة آلاف حالة تطليق للشقاق.
خلال السنوات الأولى لتطبيق مدونة الأسرة المغربية تدنّت معدلات إنهاء العلاقة الزوجية بشكل لافت عن السنوات الماضية التي كانت تسجل نحو 50 ألف حالة طلاق سنوياً لتستقر على نحو 30 ألف حالة طلاق سنة 2007. خلال هذه الفترة العديد من وسائل الإعلام تناقلت تقارير صحفية متضاربة حول «ارتفاع» نسبة الطلاق وذلك قبل ظهور إحصائيات دقيقة، هذه الأنباء تبين فيما بعد أنها كانت خاطئة.
وبشكل عام أفرزت حصيلة 6 سنوات من تطبيق مدونة الأسرة تراجع نسبة الطلاق، ارتفاع نسبة الزواج (من 263 ألف إلى 314 ألف)، وتسجيل 986 حالة تعدد زوجات، فيما يسجل ارتفاع في نسبة زواج القاصرين والقاصرات والتي فشلت المدونة في الحد منها حيث تم تسجيل 33 ألف حالة عام 2009 مقابل 30 ألف عام 2008.